# Condado de Osona
El condado de Osona (en latín: Comitatus Ausonae, en catalán: Comtat d'Osona) fue uno de los condados catalanes de la Marca Hispánica durante la Alta Edad Media. Se constituyó alrededor de la ciudad de Vic (Vicus) y del obispado correspondiente, abarcando un territorio similar al de la actual comarca de Osona. 

## Historia

### Orígenes y establecimiento
El condado de Osona fue creado en el año 798 por Luis el Piadoso, rey de Aquitania e hijo de Carlomagno, como parte de la estrategia de la Marca Hispánica para frenar la expansión musulmana en la Península ibérica. Su territorio se estableció sobre la antigua diócesis de Osona, que había sido destruida tras la conquista musulmana en el siglo VIII.
Tras la reconquista de esta zona, Luis el Piadoso encargó al noble visigodo Borrell la misión de reconstruir las principales fortificaciones de la región. Entre estas, destacaban las fortalezas de Vic, que se convertiría en la capital del condado, Cardona y Casserres. Estas construcciones no solo tenían una función defensiva frente a incursiones musulmanas, sino que también simbolizaban el control franco sobre la región y servían para atraer a nuevos pobladores que repoblaran las tierras deshabitadas.
Borrell, nombrado conde de Osona, recibió el gobierno de estos territorios bajo la autoridad de Luis el Piadoso, en un contexto de relaciones feudales. Su responsabilidad incluía la administración de justicia y la protección de la frontera. La creación del condado de Osona fue parte de una estrategia más amplia de los carolingios para establecer una red de condados fronterizos (los condados catalanes) que defendieran el sur del Imperio Carolingio. 
Sin embargo, el control franco sobre la región sería inestable durante los primeros años. En 826, el condado fue ocupado temporalmente por los líderes rebeldes Aissó y Guillemó, quienes, con apoyo del Emirato de Córdoba, lograron tomar la región y provocar un despoblamiento de varios años. No fue hasta 879, bajo el liderazgo de Wifredo el Velloso, que el condado comenzó a recuperarse con una repoblación organizada y sistemática.

### Periodo de dominación franca
El condado de Osona, al igual que otros territorios de la Marca Hispánica, fue un estado vasallo del Imperio carolingio desde su creación hasta mediados del siglo IX. Su función principal era actuar como una zona de contención y defensa frente a posibles incursiones del Emirato de Córdoba en territorio franco. Este periodo inicial estuvo marcado por la dependencia de Osona respecto al Reino de Aquitania, bajo la supervisión del emperador Luis el Piadoso, y posteriormente de los condes francos.
Tras la muerte del primer conde, Borrell, hacia el 813, la administración de Osona pasó a estar en manos del conde franco Rampón, quien también tenía bajo su control el Condado de Barcelona. Durante este tiempo, los condes nombrados por el imperio carolingio actuaban como representantes del poder franco, encargados de supervisar la defensa y la administración del territorio.
En 826, estalló una rebelión en la Marca Hispánica, encabezada por el noble godo Aissó y su aliado Guillemó, quienes se oponían a la autoridad carolingia. Con el apoyo militar del Emirato de Córdoba, lograron tomar control de Osona y otras áreas circundantes. Esta revuelta tuvo como consecuencia el despoblamiento del condado de Osona, que quedó fuera del control franco y desprotegido durante décadas, hasta el año 879.
Durante este periodo de inestabilidad, el condado fue administrado intermitentemente desde Barcelona, aunque la autoridad franca en la región era débil y el control efectivo sobre Osona resultaba limitado. La recuperación del territorio no se consolidó hasta que Guifré el Pilós emprendió un proyecto de repoblación y fortificación en la región, lo que dio inicio a un nuevo periodo de estabilidad y desarrollo para el condado dentro del ámbito de la Marca Hispánica.

### Repoblación y expansión
A partir del año 879, el conde Wifredo el Velloso, considerado uno de los fundadores de la identidad catalana, impulsó un proceso de repoblación y consolidación en el condado de Osona. Tras años de abandono y despoblamiento debido a las incursiones musulmanas, Wifredo inició la restauración de la vida en el condado, atrayendo a nuevos pobladores mediante la concesión de tierras y derechos a los campesinos libres. Este sistema, conocido como aprisiones, otorgaba a los colonos tierras a cambio de su trabajo y fidelidad, promoviendo la creación de pequeños feudos y asentamientos estables.
Esta política de repoblación fue clave para el desarrollo de Osona, que pronto se convirtió en un centro importante de la naciente Cataluña. Wifredo fomentó la construcción de nuevas fortificaciones y castillos para defender las fronteras, especialmente en los puntos estratégicos de la región. Entre las fortalezas más destacadas, se encontraban los castillos de Torelló y Montgrony, construidos en las décadas siguientes para asegurar la protección y la expansión de las fronteras.
Para gestionar de forma más eficiente estos territorios y fortalecer su control, Wifredo estableció también un vizcondado en Osona. El vizconde ejercía funciones administrativas y judiciales en nombre del conde, especialmente en ausencia de este, ya que Wifredo y sus sucesores residían con frecuencia en Barcelona. Esta figura de autoridad permitió una administración más descentralizada, facilitando la gestión del territorio y asegurando la protección frente a posibles ataques externos. Con el tiempo, este vizcondado se conocería como el Vizcondado de Cabrera, que desempeñaría un papel importante en la estructura feudal de la región.
La repoblación y la reorganización territorial impulsadas por Wifredo el Velloso sentaron las bases para el desarrollo social, económico y militar de Osona, consolidando su papel como núcleo esencial de la Cataluña medieval y como un modelo de organización para los condados vecinos. La región se transformó en un centro de actividad agrícola y comercial, además de un punto defensivo clave para la expansión de la Marca Hispánica hacia el sur.

### Incorporación al condado de Barcelona
Durante la mayor parte del siglo X, el condado de Osona permaneció unido al Condado de Barcelona bajo el gobierno de la Casa de Barcelona. Esta unión permitió consolidar la administración y defensa del territorio catalán frente a las amenazas externas, especialmente en una época marcada por continuas incursiones musulmanas. Sin embargo, Osona mantuvo cierta autonomía en periodos puntuales. Entre 939 y 943, fue gobernado de manera independiente por el conde Ermengol, hijo de Sunyer I, quien administró la región durante un breve periodo antes de que volviera a integrarse en Barcelona.
En el año 990, se produjo una nueva reorganización territorial en la que el pequeño pagus de Berga, que formaba parte de Osona, se separó del condado para unirse al condado de Cerdaña. Más adelante, en 1003, Berga pasaría a estar bajo la jurisdicción del Condado de Besalú. Esta separación reflejaba los cambios políticos de la época y el esfuerzo por administrar de manera más eficaz los distintos territorios de la Marca Hispánica.
En 1035, tras la muerte del conde Berenguer Ramon I, el condado de Osona volvió a separarse temporalmente de Barcelona. En su testamento, Berenguer Ramon I legó Osona a su viuda, Guisla de Lluçà, y a su hijo menor, Guillermo. Este intento de descentralización buscaba fortalecer la autonomía de Osona y asegurar el bienestar de la familia condal. Sin embargo, tras el segundo matrimonio de Guisla y la posterior renuncia de Guillermo a sus derechos sobre el condado, Osona fue reincorporado definitivamente al dominio de la Casa de Barcelona.
En el siglo XI, la consolidación del poder de los condes de Barcelona sobre Osona llevó a la expansión del territorio al sur, con la incorporación del Condado de Manresa en una unidad administrativa más amplia. Este proceso reforzó la posición de Osona como un núcleo estratégico en la organización territorial de Cataluña y como parte fundamental de los territorios de la Casa de Barcelona, que cada vez más actuaba como una entidad unificada dentro de la Corona de Aragón. La integración de Osona en el condado de Barcelona se completaría finalmente en 1111, tras la muerte de Bernardo III de Besalú y Jimena de Osona, lo cual consolidó a Barcelona como el centro de poder de los condados catalanes.

### Unión con el condado de Manresa
A finales del siglo XI, el condado de Osona amplió sus fronteras hacia el sur mediante la incorporación del Condado de Manresa. Esta integración fue parte de un proceso de consolidación territorial promovido por los condes de Barcelona, quienes buscaban unificar sus dominios para fortalecer su poder y administrar de manera más eficiente los territorios de la Marca Hispánica. Manresa, que hasta entonces había mantenido una relativa autonomía como entidad feudal separada, perdió su estatus independiente y pasó a ser gestionada como parte de Osona.
La incorporación de Manresa tuvo una gran importancia estratégica, ya que esta región ocupaba una posición clave entre las montañas y las llanuras fértiles, lo que la hacía idónea tanto para la defensa frente a posibles incursiones musulmanas como para el desarrollo de la agricultura y el comercio. Manresa se encontraba en una encrucijada de rutas comerciales y caminos que conectaban diversos territorios del noreste de la península, lo cual favoreció el crecimiento económico de la región. La fusión de Osona y Manresa permitió así crear un núcleo de poder más sólido que facilitó el control de las tierras fronterizas y la organización de la repoblación en los territorios sureños.
A nivel administrativo, la unión de Manresa con Osona no solo fortaleció el dominio de los condes de Barcelona sobre sus territorios, sino que también introdujo una mayor cohesión en la estructura feudal de Cataluña. Manresa mantuvo algunas instituciones locales bajo la supervisión de Osona, pero su gobierno y sus asuntos principales quedaron subordinados a las decisiones del conde de Barcelona. Esta unión administrativa y territorial consolidó aún más el poder de la Casa de Barcelona, que para finales del siglo XI estaba en proceso de consolidar sus posesiones como el principal núcleo de poder de los condados catalanes.

### Últimos condes y disolución del título
En 1107, el conde de Barcelona Ramón Berenguer III cedió el condado de Osona a su hija Jimena como parte de su dote para su matrimonio con Bernardo III de Besalú. Esta cesión formaba parte de una política de alianzas matrimoniales destinada a consolidar los territorios de la Casa de Barcelona y extender su influencia sobre los condados vecinos. Sin embargo, la unión de Jimena y Bernardo no produjo descendencia, y ambos fallecieron en 1111, lo que provocó que el condado de Osona retornara al control directo de la Casa de Barcelona, integrándose definitivamente como parte de sus dominios.
Con la muerte de Jimena y Bernardo, el condado de Osona dejó de existir como entidad independiente y pasó a formar parte integral del territorio de Barcelona. Aunque el condado como unidad política desapareció, su territorio siguió siendo una región administrativa relevante dentro de Cataluña, manteniendo su importancia económica y social.
A lo largo de los siglos, el título de "conde de Osona" fue revivido en varias ocasiones, pero sin implicar el control directo sobre el territorio. En 1356, el rey Pedro IV de Aragón otorgó el título a Bernardo III de Cabrera, un influyente noble y militar de la Casa de Cabrera, como recompensa por su lealtad y servicios a la corona. Sin embargo, este título fue confiscado en 1364 debido a disputas políticas, y Osona retornó formalmente al control de la Corona aragonesa.
Posteriormente, en 1574, el título fue nuevamente reactivado y pasó a la Casa de Moncada, concretamente a los marqueses de Aitona, quienes adquirieron el título de "conde de Osona". En este periodo, el título era más bien un honor nobiliario que reflejaba prestigio y antigüedad familiar, sin un control real sobre la región. En 1722, el título pasó por matrimonio a la poderosa Casa de Medinaceli, una de las familias más importantes de la nobleza española, aunque tampoco ejercieron control feudal sobre el territorio.
La disolución de Osona como condado independiente y la continuidad del título nobiliario reflejan las complejas relaciones políticas de la época y el proceso de consolidación territorial que condujo a la formación del Principado de Cataluña. Aunque el título de "conde de Osona" persistió como símbolo de la antigua nobleza, el territorio pasó a ser administrado y controlado directamente por la Casa de Barcelona, integrándose plenamente en el proyecto político de la Cataluña medieval y, más tarde, en la Corona de Aragón.

## Lista de condes de Osona

### Condes electos carolingios
- Borrell (798–820)
- Rampón (820–825)
- Bernardo (825–826)
- Aissó y Guillemó (826–827)
  - Unión con el Condado de Barcelona (827–879)

### Condes hereditarios de la casa de Barcelona
- Wifredo I (879–897)
- Wifredo II (897–911)
- Suniario (911–939)
- Ermengol (939–943)
  - Unión con Barcelona (943–1035)
- Guillermo y Guisla (1035–1054)
  - Unión con Barcelona (1054–1107)
- Jimena (1107–1111)

### Casa de Cabrera
En 1356, el título fue recreado por el rey Pedro IV de Aragón:
- Bernardo III de Cabrera (1356–1364)

### Casa de Moncada
En 1574, la Casa de Moncada adquirió el título:
- Francisco de Moncada y Cardona (1574–1594)
- Gastón de Moncada y Gralla (1594–1626)
- Francisco de Moncada y Moncada (1626-1635)
- Guillén Ramón de Moncada y Castro (1635-1670)
- Miguel Francisco de Moncada y Silva (1670-1674)
- Guillén Ramón de Moncada y Portocarrero (1674-1727)
- María Teresa de Moncada y Benavides (1727-1756)

### Casa de Medinaceli
- Pedro de Alcántara Fernández de Córdoba y Moncada (1756-1789)
- Luis María Fernández de Córdoba y Gonzaga (1769-1789)
- Luis Joaquín Fernández de Córdoba y Benavides (1789-1813)
- Luis Tomás Fernández de Córdoba y Ponce de León (1840-1873)
- Luis María Fernández de Córdoba y Pérez de Barradas (1851-1879)
- Luis Jesús Fernández de Córdoba y Salabert (1880-1956)
- Victoria Eugenia Fernández de Córdoba y Fernández de Henestrosa (1956-2013)

### Casa de Hohenlohe-Langenburg
- Victoria von Hohenlohe-Langenburg (2018-)

## Patrimonio y legado
Entre el patrimonio asociado al condado destaca el Monasterio de Sant Joan de les Abadesses, fundado por Wifredo el Velloso y gobernado por su hija Emma, que se convirtió en uno de los principales centros religiosos de la región.